# Vidkunn Erlingsson
Vidkunn Erlingsson (* um 1255; † 1. Mai 1302) war ein norwegischer Ritter, später wahrscheinlich Baron.
Sein Vater war der Lehnsmann Erling Ivarsson (urkundlich erwähnt 1263 und 1264). Die Mutter ist nicht bekannt. Er heiratete nach dem 20. August 1291 Gyrid Andresdatter († 1323), Tochter des Barons Andres Gregoriusson (urkundlich erwähnt 1273).
Vidkunn stammte aus dem Bjarkø-Geschlecht, ein Großgrundbesitzer-Geschlecht. Eine Reihe der mächtigsten Persönlichkeiten Norwegens im Mittelalter stammten von ihm ab. Wenn er auch nicht so bedeutend war, wie sein Bruder Bjarne Erlingsson, so war er doch Mitglied der höchsten Reichsaristokratie im letzten Teil des Hochmittelalters. Ihr Vater hatte am Heereszug Håkon Håkonssons nach Schottland 1263 teilgenommen.
Seine Frau Gyrid gehörte zum Ståreims-Geschlecht am Nordfjord und war damit mit dem Königshaus verwandt. Er benötigte für die Heirat eine päpstliche Dispens, da er früher mit einer Cousine dritten Grades von Gyrid „unziemlichen Umgang“ gehabt hatte. In dem Antrag an den Papst heißt es auch, dass die Ehe die Feindschaft zwischen ihren Geschlechtern beenden solle.
Das einzig bekannte Kind aus dieser Ehe ist Erling Vidkunson. Aber es wird für möglich gehalten, dass er noch einen unehelichen Sohn hatte; denn er bezeichnete 1347 Ragna Jonsdatter als seine Verwandte, woraus geschlossen wurde, dass ihr Vater ein Sohn Vidkunns gewesen sei.
In den Quellen wird er 1281 erstmals genannt, als er im Ehevertrag von Roxburgh zwischen König Erik und der schottischen Prinzessin Margrete Aleksandersdotter als Zeuge auftrat. Er blieb als Geisel in Schottland, bis die Ehe vollzogen war. Das deutet darauf hin, dass er noch jung und ohne führende Position in der Regierung war. Aber er war bereits Ritter. 1284 fuhr er mit seinem Bruder Bjarne als Gesandte König Eriks nach Schottland, um den Friedensvertrag von Perth von 1269 zu erneuern. Im Jahr darauf wird er in einer Vollmacht an norwegische Gesandte nach Norwegen und Dänemark bereits als Mitglied des königlichen Reichsrates bezeichnet.
Er nahm an der offensiven Politik gegen Dänemark teil, die 1286 erneut eingeleitet wurde. Ziel war es, die Erbansprüche Ingeborgs, Witwe des verstorbenen Königs Magnus lagabætir, die ihr in Dänemark zugesprochen waren, durchzusetzen. 1295 war Vidkunn der sechste in der Reihe von 20 Garanten für den Waffenstillstand zwischen Norwegen und Dänemark. Er nahm auch an dem Rachefeldzug 1300 gegen Dänemark teil.
Aus der Reihenfolge der Urkundenzeugen in späteren Urkunden, wo er weiter aufgerückt war, wird geschlossen, dass er den Baronstitel erworben hat. Wenn das richtig ist, war er einer der letzten, die diesen Titel führten. Er war auch einer der ersten, die den Titel „Ritter“ erhielten. Als Berater von König Erik und später Konig Håkon spielte Vidkunn eine große politische Rolle in einer Zeit, als das Beratergremium begann, sich als „Königlicher Reichsrat“ zu institutionalisieren.